# Faiveley Transport
Faiveley Transport é uma sociedade anónima com sede na França, especializada nos setores de transportes, principalmente ferroviários (trens, bondes e metrôs). Seu nome vem do patronímico de seu fundador Louis Faiveley.
Em 2016, a americana Wabtec Corporation passou a ser acionista majoritária, posição antes exercida pela família Faiveley.